# Estádio Hidalgo
O Estádio Hidalgo é um estádio de futebol localizado na cidade de Pachuca, no México. Seu nome refere-se a província mexicana de Hidalgo.
Considerado um estádio de porte médio, tem capacidade para 30.000 espectadores após um processo de modernização que completou-se em 1993.
É a casa do clube de futebol Pachuca CF para as disputas do Campeonato Mexicano de Futebol (Primera División) e demais competições.